# Syngnathus
Syngnathus is een geslacht van vissen uit de familie van de zeenaalden en zeepaardjes. Een aantal soorten uit het geslacht komt algemeen voor in de Nederlandse kustwateren tussen de 5 en de 100 meter diep. Sommige soorten kunnen wel 40 cm worden zoals de grote zeenaald. De soorten hebben beenplaten in plaats van schubben.  Ze leven tussen het zeewier waar ze zoeken naar kleine vislarven en kreeftachtigen die ze opzuigen met hun snuit. De maximale leeftijd van een zeenaald ligt rond de zes jaar.

## Voortplanting
De soorten die in Nederland leven paaien in het voorjaar of de vroege zomer. Het vrouwtje legt hierbij enkele honderden eieren, in de broedbuidel van het mannetje, waar de eieren bevrucht worden. De eieren hebben een doorsnee van ongeveer 2,5 mm. Na 5 weken komen de jongen uit, ze zijn dan ongeveer 30 mm lang en gaan meteen voor zichzelf op pad om beschutting en voedsel te zoeken.
Hoewel het mannetje goed voor de eitjes in de buidel lijkt te zorgen, is het toch mogelijk dat hij enkele van de eitjes opeet. Hoe dat precies gaat, wordt nog onderzocht. Een ondervoede vader kan hierdoor op krachten komen en de rest van het nageslacht meer kansen geven.

## Geslacht
Het geslacht kent 32 soorten, waarvan de meeste in tropische kustwateren leven. Enkele soorten leven ook in koudere streken.

## Soorten
- Syngnathus abaster Risso, 1827
- Syngnathus acus Linnaeus, 1758 – Grote zeenaald
- Syngnathus affinis Günther, 1870
- Syngnathus auliscus (Swain, 1882)
- Syngnathus californiensis Storer, 1845
- Syngnathus caribbaeus Dawson, 1979
- Syngnathus carinatus (Gilbert, 1892)
- Syngnathus dawsoni (Herald, 1969)
- Syngnathus euchrous Fritzsche, 1980
- Syngnathus exilis (Osburn & Nichols, 1916)
- Syngnathus floridae (Jordan & Gilbert, 1882)
- Syngnathus folletti Herald, 1942
- Syngnathus fuscus Storer, 1839
- Syngnathus insulae Fritzsche, 1980
- Syngnathus leptorhynchus Girard, 1854
- Syngnathus louisianae Günther, 1870
- Syngnathus macrobrachium Fritzsche, 1980
- Syngnathus macrophthalmus Duncker, 1915
- Syngnathus makaxi Herald & Dawson, 1972
- Syngnathus pelagicus Linnaeus, 1758
- Syngnathus phlegon Risso, 1827
- Syngnathus rostellatus Nilsson, 1855 – Kleine zeenaald
- Syngnathus safina Paulus, 1992
- Syngnathus schlegeli Kaup, 1856
- Syngnathus schmidti Popov, 1927
- Syngnathus scovelli (Evermann & Kendall, 1896)
- Syngnathus springeri Herald, 1942
- Syngnathus taenionotus Canestrini, 1871
- Syngnathus tenuirostris Rathke, 1837
- Syngnathus typhle Linnaeus, 1758 – Trompetterzeenaald
- Syngnathus variegatus Pallas, 1814
- Syngnathus watermeyeri Smith, 1963